# 宮本武蔵 (NHK新大型時代劇)
『宮本武蔵』（みやもとむさし）は、NHK総合テレビの「新大型時代劇」で1984年4月4日から1985年3月13日まで放映されたテレビドラマ。「新大型時代劇」の第1作。主演は役所広司。

## 概要
吉川英治の小説『宮本武蔵』を原作とし、剣豪宮本武蔵の青年時代から巌流島の決闘までを描いている。原作にほぼ忠実に添い、それまで映画・テレビドラマ等で映像化されなかったエピソードなども多く拾い上げられている。
脚本担当の杉山義法は「タケゾウがムサシになるまでを青春編としてジックリ描きたかった」との理由から、原作の「地の巻」部分を意図的に膨らませた。また、1971年の大河ドラマ『春の坂道』（原作：山岡荘八）の脚本を担当したこともあって柳生宗矩に対する思い入れがあり、本作でも宗矩を原作以上に頻繁に、かつ重要な役どころで登場させている（当時『春の坂道』の映像が全く失われていた、とされていたことも影響している）。劇中に「大和の蛙」などの『春の坂道』の作品世界を彷彿させる言葉が登場するのはそのためである。
本作は「新大型時代劇」の第1作と位置付けられている。これは、本来は史実に基づいた時代物を取り上げる日曜日の「大河ドラマ」がこの年の1月から放送された『山河燃ゆ』が現代劇（1940年代の主に太平洋戦争の時期を描いたもの）路線であることから、時代劇ファンのニーズにこたえるために、娯楽性を重視した「水曜時代劇」の枠を使って放送されたものである。これはその後「大河ドラマ」が再び史実時代劇路線に戻る直前の1986年末までこのような状態が続いた（のちに『春の波涛』『いのち』と合わせて、この時期の「大河ドラマ」は「近現代大河3部作」と位置付けられている）。

## エピソード
- この作品の挿入歌として、役所広司が歌う「独行道（どくぎょうどう）」（杉山義法作詩、三枝成章作曲）が使われた。歌はおおむね好評で、レコード化の話もあったが、原作者・吉川英治の遺族から「原作のイメージと合わない。使うのを止めて欲しい。レコード化も止めて欲しい」というクレームが上がったため、以後使うことは見送られた[3]。総集編では別のBGMに差し替えられている。この「独行道」は、第20回、第21回の挿入歌として流されている（第20回では、海岸を歩く武蔵を背景に、歌詞が字幕で流されている）。
- プロデューサーの澁谷康生は、佐々木小次郎の配役に頭を悩ませていたが、澁谷が担当していた当時制作中の大河ドラマ『徳川家康』の出演者の滝田栄、長門裕之らと食事に出かけた時、長門が連れてきた中康次に一目惚れし、小次郎役に彼を抜擢した。当時の中は全くの無名に近い俳優であり、このキャスティングは大冒険で、澁谷と旧知と間柄であった中のマネージャーはこのオファーに足がふるえたという[3]。
- 前述の通り、澁谷が大河ドラマ『徳川家康』の担当をしていたため、同作との共通の出演者がかなり多い（役所広司、奥田瑛二、池上季実子、津川雅彦、石坂浩二、宅麻伸、鈴木光枝ほか多数）。

## キャスト

### 武蔵をめぐる人々
- 弁之助→宮本武蔵：多賀基史→斉藤優一→役所広司

主人公。平田無二斎の息子で、お吟の弟。幼名は弁之助（べんのすけ）で、元服してからは「新免武蔵（しんめんたけぞう）」と名乗ったが、剣客として一本立ちしてからは「新免宮本武蔵（しんめんみやもとむさし）」と改名する。又八からは「武やん（たけやん）」と呼ばれる。立身出世を夢見て親友の又八と故郷の宮本村を飛び出す。当初は獰猛な野獣のような荒々しい若者であったが、その後様々な人々と出会い鍛錬を積み重ねて行くうちに心技体を兼ね備えた一流の剣客へと成長していく。祭り囃子の太鼓の撥さばきから二刀流の着想を得るなどひらめきの才能にも優れる。宿命のライバル・佐々木小次郎からの挑戦を受け、生涯最大の決闘となる巌流島の戦いに赴く。
- お通：古手川祐子

本作のヒロイン。元々は捨て子で、父親の事は「三沢なにがし」としか覚えていない。又八の許婚であったが、武蔵を慕うようになる。剣術修行の旅に出た武蔵を追って宮本村を出る。その後は武蔵や又八と同様に各地を放浪するが、一途に武蔵を慕い続ける。笛の名手でもある。体があまり丈夫でなく、度々体調を崩して寝込んでしまう。
- 本位田又八：奥田瑛二

武蔵の親友。由緒ある郷士である本位田家の跡取り息子で、お通の許婚。武蔵からは「又やん（またやん）」と呼ばれる。武蔵の父・無二斎に実父・外記之助を上意討ちにされているが、無二斎や武蔵の事は特に恨んでいない。立身出世を夢見て武蔵と故郷の宮本村を飛び出すが、武蔵のような剣術の才能には恵まれず次第に水をあけられていく。武蔵への嫉妬心からくる対抗意識に苛まれ正体の無い日々を過ごすが、沢庵からの説諭により改心、朱実と所帯を持ち人生をやり直す決意をする。本作のもう一人の主人公ともいうべき人物。
- 沢庵宗彭：津川雅彦

禅僧。武蔵の心の師。武蔵はもとよりお通や又八の人生にも大きな影響を与える人物。豪放磊落で機智に富んだ気性の持ち主。優れた高僧であるが一箇所に落ち着くのを嫌い、修行を兼ねて気ままな放浪の旅を続ける。
- 朱実：池上季実子

本作のもう一人のヒロイン。お甲の娘。戦死した武者の遺体から金品を漁る仕事をしていた。お通とは正反対の生き方をしてきたが、武蔵や又八やお通と関わるようになり彼らと同様に各地を放浪し自分の人生を切り開いていく。当初は武蔵に好意を持っていたが、最終的には又八と結ばれる。
- お甲：草笛光子

朱実の母。関ヶ原の戦いから落ち延びてきた武蔵と又八を匿った。年齢を感じさせない妖艶な美貌と奔放な気性の持ち主で、武蔵や又八をはじめ出会った男たちを次々と翻弄していく。
- お杉：鈴木光枝

又八の母、外記之助の妻。夫を上意討ちにより失ったが上意討ちではなく騙し討ちだと思っており、討手である無二斎を恨んでいる。本位田家の家柄に誇りを持っており、又八を惑わした者として武蔵とお通を憎み、2人を討つために権六と共に旅に出る。一時は江戸の半瓦一家の食客となる。又八を溺愛する一方で彼の不甲斐なさには歯がゆい思いをしており、その苛立ちを武蔵とお通に八つ当たりしている感もある。
頼りにしていた権六の死に衝撃を受けて正気を失い、認知症を発症して童女のようになってしまう。
- 淵川権六（お杉の弟）：今福将雄

通称「権叔父（ごんおじ）」。お杉の旅に付き合わされるが疲れ果てて体調を崩し、やがて没する。
- 平田無二斎（武蔵の父）：丹波哲郎

武蔵とお吟の父。美作国の豪族新免家の家臣。優れた兵法者であったが狷介な人柄で不遇であった。主君の命により又八の父外記之助を上意討ちにする。
- お吟（武蔵の姉）：青木ゆかり→新井春美

離縁された母に代わって弟・武蔵の面倒を見るが、武蔵の奔放な行動に振り回される。お通からも実の姉のように慕われる。
後に郷士の平尾与右衛門と結婚、認知症により童女のようになってしまったお杉の世話をするが、お杉に母と誤認され慕われる。
- およし（お吟・武蔵の母）：岩本多代

夫・無二斎と諍いとなり、家から追い出される。後に再婚する。
- 池田輝政：伊藤孝雄

大名、姫路城の城主。武蔵を城の天守閣に幽閉するが、これは武蔵の資質を見込んでの措置であり、この幽閉期間中に武蔵は精神的に大きく成長する事になる。
- 青木丹左衛門（池田家家臣）：江原真二郎

武蔵を召捕るために姫路から派遣された役人。武蔵に翻弄されて流転の運命を辿る。長く対立する関係だったが、和解する。
- 青木城太郎（丹左衛門の子、武蔵の弟子）：加瀬悦孝→早川勝也
- 三澤伊織（お通の弟、後に武蔵の養子）：上林昇

武蔵が下総国法典ヶ原の荒れ地の開墾に取り組んでいた頃に出会った少年。亡くなった父の遺骸の埋葬に困っていたところを武蔵に助けられ、そのまま武蔵の弟子となる。実はその亡くなった父こそお通の実父であり、お通の実弟である事が後に判明する。巌流島の決闘にも同行する。
- 吉野太夫：高橋恵子

京都随一の名妓、名跡「吉野太夫」の初代。美貌に加えて才知に優れ、また光悦にも認められるほどの教養を持つ一流の風流人でもある。武蔵にも大きな影響を与えた人物の一人。
- 長岡佐渡（細川家家臣）：田村高廣

細川家一門衆で家老、八代城の城主。武蔵の剣の腕と人柄に惚れこみ、細川家への仕官を勧める。巌流島の戦いでは武蔵の後見人を務める。
- 本阿弥光悦：石坂浩二

当代随一の文化人。剣一筋の武骨者だった武蔵に風雅の道を教え、後に武蔵が画家としても成功する基礎を作った。武蔵にとっては芸術の師ともいうべき存在。

### 小次郎をめぐる人々
- 佐々木小次郎：中康次

武蔵の宿命のライバル。前髪の若衆姿がトレードマークで、天才的な資質に恵まれた剣客。自らの才能と剣技に圧倒的な自信を持つ傲慢で尊大な態度の青年だが、後に「巌流（がんりゅう）」という自分独自の流派を創設するなど剣客としては一流である。「物干竿」と名付けた長剣を背中に背負い、「燕返し」というオリジナルの剣技を編み出すなど努力と工夫も怠らない。自分とは正反対の道を行く武蔵にライバル心を燃やし、真剣勝負による決着を付けようとする。
- さわ（小次郎の伯母）：南田洋子

岩国在住で小次郎にとっては唯一の健在な血縁者。出家し尼僧姿である。武蔵との決闘に赴く小次郎の為に必勝を祈願して手縫いの梵字の刺繡が入った肌着を贈るが、自身の腕に絶対の自信を持つ小次郎はその肌着を海に捨ててしまう。
小次郎の身を案じつつも、万一に備えて佐々木家の血筋を絶やさぬように策を巡らすなど、冷徹な現実主義者でもある。
- お光（小次郎の恋人、小幡勘兵衛の娘）：小林麻美

その美貌に惚れこんだ小次郎によって半ば強引に連れて行かれる。その後は小次郎の妻として身辺の世話をする。武蔵との対決に邁進する小次郎の身を案じている。
- 諏訪源左衛門：高松英郎
- 岩間角兵衛（細川家家臣）：橋本功

長岡佐渡とはライバル関係にあり、彼に当て付けるかの如くに小次郎に肩入れする。
- 草薙天鬼（佐々木小次郎と同門の兄弟子）：清水綋治
- 小六（小次郎の従者）：川島一平
- 小幡勘兵衛：梅野泰靖
- 小幡余五郎：香川耕二
- 北条新蔵：森田順平
- 半瓦の弥次兵衛：辻萬長

江戸の町奴の親分。武蔵を追うお杉を自分の家に居候させ、また小次郎に子分たちの指南役を頼む。
- 菰の十郎：河原さぶ
- おふう：美池真理子

佐々木家の下女。若き日の小次郎が手を付け、一子静馬を産む。
- （佐々木）静馬：六浦誠

さわの養子。実は小次郎がおふうに産ませた実子だが、本人はその事を知らない。

### 柳生一門
- 柳生石舟斎：西村晃

大和の国衆・柳生一門の総帥、宗矩の父、柳生城の城主。柳生新陰流の開祖であり、天下にその名を轟かせる偉大な剣客だが老齢で体調を崩しており、沢庵の紹介で柳生家に奉公しているお通の介護を受けている。しかし剣客としての気迫、技術は衰えていない。立ち合いを求めて柳生城に押しかけてきた武蔵を気迫のみで圧倒し引き下がらせた。
- 柳生宗矩：竹脇無我

石舟斎の五男だが嫡男となり、柳生家の家督を継ぐ。兵法指南役として江戸幕府に出仕している。剣客としてはもちろん政治家・官僚としても優れた資質の持ち主。柳生の剣の理念を政治にも活かそうと考えている。武蔵の人生にも大きな影響を及ぼす人物の一人。
- 柳生兵庫助：宅麻伸

石舟斎の孫で宗矩の甥。剣の腕前はあるいは宗矩以上ともされる天才的資質の持ち主。明朗快活な青年。
- 庄田喜左衛門：鈴木智

柳生四高弟の一人。
- 木村助九郎：久富惟晴

柳生四高弟の一人。剣の腕は宗矩に匹敵すると言われるほどの剛の者。
- 出淵孫兵衛：大塚周夫

柳生四高弟の一人。
- 村田与三：小林尚臣

柳生四高弟の一人。
- 弥五郎：篠井英介

### 吉岡一門
- 吉岡清十郎→蓮庵：藤堂新二

京都の大道場・吉岡道場の当主。洛北蓮台寺野の決闘で武蔵との勝負に敗れて右腕を折られ、剣客生命を失う。道場を弟の伝七郎に譲って出家、蓮庵と号して漂泊の旅に出る。
- 吉岡伝七郎：氏家修

清十郎の弟。剣の腕前は兄以上とも言われ、本人も自信を持っている。気性の激しい性格で、繊細な兄の事を物足りなく思っている。道場を継いで武蔵への報復を志し、三十三間堂において武蔵と対決するが敗れて死亡。
- 壬生源左衛門（清十郎の叔父）：瑳川哲朗

清十郎・伝七郎兄弟の後見人的存在。兄弟が相次いで敗れたため、吉岡流の存亡をかけて門弟たちを糾合し、一乗寺下り松において武蔵との決闘に臨む。息子の源次郎共々武蔵に斬られる。
- 壬生源次郎（源左衛門の子）：中村仁

一乗寺下り松の決闘において吉岡一門の盟主として擁立されるが、武蔵の奇襲により父共々真っ先に斬られてしまう。まずは総大将を討ち取るという戦略に基づく奇襲であったが、幼い少年を斬った事はその後の武蔵を長く苦しめることとなる。
- 祇園藤次：河原崎建三

吉岡一門の高弟。世故に長けた人物で、後にお甲の情夫となる。
- 植田良平：久遠利三
- 小橋蔵人：三田康二
- 御池十郎左衛門：唐沢民賢
- 南保余一兵衛：高月忠
- 大田黒兵助：真木仁
- 高田軍平：岡田直樹
- 日下部兵馬：内田大貴

### 宝蔵院
- 日観：小澤栄太郎

奈良興福寺の子院・奥蔵院の境内の畑で、畑仕事をしていた老僧。実は奥蔵院の住職。
- 阿厳：岡田正典
- 阿修羅：大川ひろし
- 阿含：渡辺哲

### 武蔵の対決者とその家族・主従
- 夢想権之助：三浦浩一

武芸者。杖術の使い手。武蔵に腕試しを挑むが敗れ、己の未熟さを痛感、以降武蔵に兄事するようになる。
- おりん（権之助の母）：宝生あやこ
- 有馬喜兵衛：平泉成

武蔵がまだ弁之助と名乗っていた頃に立ち会った、生涯最初の対戦相手。武蔵に敗れる。
- 辻風典馬：八名信夫

野武士たちからなる盗賊団の首領、梅軒の実兄。武蔵と戦って打ち倒される。武蔵はこの戦いによって己の資質に目ざめるようになる。
- 宍戸梅軒：黒沢年男

典馬の実弟で、本名は「辻風黄平（つじかぜこうへい）」。鎖鎌の達人。偶然自分を訪ねてきた武蔵が兄の仇と知り、対決する。
- お七（梅軒の妻）：浅茅陽子

### その他
- 妙秀尼（本阿弥光悦の母）：萬代峰子

光悦の母親で小柄な老尼。野原で摘み草をしていて偶然武蔵と出会い、彼の放っていた殺気に怯えて逃げだしてしまう。これがきっかけとなって武蔵は光悦と親交を結ぶようになる。
- 愚堂東寔：内藤武敏

高名な禅僧で、武蔵に参禅を勧める。武蔵の禅の師。
- 平尾与右衛門（お吟の夫）：河原崎長一郎

宮本村の郷士。お吟と共にお杉の面倒を見る。気さくな好人物。
- およしの二度目の夫：鶴田忍
- おまき（武蔵の叔母）：和田幾子
- 本位田外記之助：川口明芳

お杉の夫、又八の父で新免家家臣。主君の命を受けた朋輩の無二斎によって上意討ちにされる。
- 桃（又八と朱実の娘）：安藤桃子
- 浄真：早崎文司
- 明珍：田辺和生
- 酒井忠利（江戸幕府老中）：戸浦六宏
- 細川忠利：矢島健一

小倉藩主。武芸に熱心であり、優れた剣客を兵法指南役として召し抱えようと思い立つ。これが武蔵と小次郎の運命の対決へと繋がっていく。
- 縫殿之助：榎本章
- 内海孫兵衛：久米明

新免家の元家臣の老武士で、武蔵の父無二斎の僚友だった人物。新免家の滅亡後は細川家に仕官している。小次郎との決闘に赴く武蔵を激励すべく新免家の元家臣たちを引き連れて武蔵の逗留先を訪れる。
- 安積八弥太：金内吉男

新免家の元家臣。
- 香山半太夫：小鹿番

新免家の元家臣。孫兵衛と同じく無二斎の僚友だった人物。
- 井戸亀右衛門：伊吹聡太朗

新免家の元家臣。
- 船曳杢右衛門：長沢大

新免家の元家臣。
- 木南加賀四郎：伊達正三郎

新免家の元家臣。
- 花田橋の袂の茶店の主人･藤吉：金井大
- 吾助：松村彦次郎
- 茶売り善兵衛：西山嘉孝
- 赤壁八十馬：汐路章

奈良でたむろしていた不良浪人。宝蔵院の僧兵たちに蹴散らされるも命からがら逃げのびる。
口八丁手八丁の詐欺師であり、大坂で出会った又八を言葉巧みに篭絡し金を騙し取った。
- 民八：川岸玄月
- おまん：高崎晃子
- おふく：中村香澄
- 奥蔵院の納所：内田稔
- 山添団八：山口嘉二
- 野洲川安兵衛：大久保康治
- 大友伴立：玉村駿太郎
- おわか：桜田千枝子（方言指導を兼任）
- 幸作：平野元
- 小茶：北野佳子
- おまつ：牧野加代子
- おせん：沢裕子
- おさき：安田夏望
- おたね：佐藤真理
- さそりの三蔵：吉中六
- 馬方仙蔵：綾田俊樹
- 木こり：柳谷寛
- 巫女：中里博美
- 巫女：長谷川友紀
- りん弥：外川由紀

吉野太夫に仕える禿。後の二代目吉野太夫。
- 珠水：川島千恵
- 墨菊太夫：今村奈緒美
- 唐琴太夫：村上はるみ
- 烏丸光広：中島久之

公家。和歌・書道・茶道に堪能な風流人で、本来なら身分違いの武蔵や光悦、吉野太夫らとも気さくに交わる。侠気の持ち主でもある。
- 灰屋紹由：伊藤正博

京の豪商。書道や茶道、蹴鞠等の多くの文芸もよくする風流人でもあり、光悦の友人。
- 松雄要人：宗近晴見
- 玉照：中田譲治
- 井戸屋助左衛門：藤岡重慶

江戸の井戸掘り人夫の元締めで町奴の親分。弥次兵衛のライバル。
- 奈良井屋大蔵：待田京介

木曽の薬問屋に身をやつしているが、実は豊臣の家臣。又八を言葉巧みに篭絡し、二代将軍徳川秀忠暗殺の実行犯に仕立て上げようとする。
- 熊五郎：丹古母鬼馬二
- 松下舞之助：関根孝彦
- 佐藤源三：堀勝之祐
- 三浦辰之助：高野浩和
- 船頭の佐助：二見忠男
- おちか：稲田幸枝
- 虎五郎：宮部昭夫
- 野州川安兵衛：大久保康治
- おそめ：平賀由美
- 奥蔵院の納所：内田稔
- 庄司甚内：団巌
- 青兵衛：鳥井助国
- ばった：関根大学
- やんま：兼松隆
- 念仏太左衛門：関山耕司
- 亀井：市原清彦
- 伊藤：田中卓
- 源八：前沢迪雄
- おるい：津田千桂子
- かかしの兵六：葛原光生
- うわばみの長太：長江英和
- なまずの甚兵衛：田辺修治
- 暗闇の金蔵：矢部忠政
- 杉蔵：伊藤裕平
- 源助：綾城明
- 新吉：吉田英樹
- 与作：水島涼太
- おかね：浦谷ひづる
- 千代蔵：石井愃一
- おいち：川田てるみ
- 彦兵衛：里木左甫良
- 太兵衛：野口貴史
- 吾平：西村淳二
- 七兵衛：佐藤晟也
- 常蔵：戸沢佑介
- 留吉：竹内靖
- 嘉助：武石聡
- 五郎蔵：辻三太郎
- 万作：広世克則
- 五平：山田敦彦
- 井戸屋の子分：鮎田昭夫
- 井戸屋の子分：麻生亮
- 平助：根岸一正
- 藤吉：金井大
- 佐藤三太夫：伊沢一郎
- 厨子野耕介：長谷川弘

江戸の刀研ぎ師。「御魂研所(おんたましいみがきどころ)」という看板を店先に掲げる誇り高い職人。「よく切れるように研いでほしい」という武蔵の依頼を一旦は断る。
- 珠水：川島千恵
- 七郎次：粟津號
- 弥助：有川雄司
- 仁蔵：岩本秀次
- 吉兵衛：後藤明

## スタッフ
- 原作：吉川英治『宮本武蔵』
- 脚本：杉山義法
- 音楽：三枝成章
- 語り：石井賢（第1回〜第19回）、佐々木敦（第20回〜）（ともにNHKアナウンサー）
- 演奏：アンサンブルスカイ
- 考証：白井孝昌
- 風俗考証：磯目篤郎
- 殺陣：林邦史朗
- タイトル文字：藤沢昌子
- 笛指導：赤尾三千子
- 唄指導：望月太八
- 書道指導：栗原程
- 茶道指導：西原暉子
- 方言指導：桜田千枝子
- 琵琶指導：田中之雄
- 振付：麿赤児、西崎鉾
- 日本画指導：北澤信一郎
- 彫刻指導：矢貫正夫
- 琴指導：谷珠美
- 制作：澁谷康生
- 美術：川口直次、大鹿文明
- 技術：斉藤政雄、大沼伸吉
- 照明：渡辺恒一、関口珠洲男
- カメラ：飯田孟司、塩谷貞夫、吉野照久、布施俊英
- 音声：佐藤登喜雄、篠田光昭
- 効果：松崎茂、藤野登、山倉正美
- 記録編集：野田茂子
- 演出：岡本憙侑、吉村芳之、布施実、松本享一、永山あつし、石井愼、高橋幸作、秋山茂樹

## 放送

### 放送日程
| 放送回 | 放送日         | 題                  | 演出       | 視聴率 |
| ------ | -------------- | ------------------- | ---------- | ------ |
| 第1回  | 1984年4月4日   | 故郷出奔            | 岡本憙侑   | 12.1%  |
| 第2回  | 1984年4月11日  | 関ヶ原の雨          | 吉村芳之   | 9.3%   |
| 第3回  | 1984年4月18日  | お甲と朱実          | 布施実     | 11.1%  |
| 第4回  | 1984年4月25日  | 岐れ路              | 岡本憙侑   | 10.6%  |
| 第5回  | 1984年5月9日   | 戦後の風            | 吉村芳之   | 10.2%  |
| 第6回  | 1984年5月16日  | ふるさと無宿        | 布施実     | 14.9%  |
| 第7回  | 1984年5月23日  | お通乱れ笛          | 岡本憙侑   | 14.0%  |
| 第8回  | 1984年5月30日  | 沢庵の罠            | 吉村芳之   | 10.5%  |
| 第9回  | 1984年6月6日   | 恋の千年杉          | 布施実     | 10.0%  |
| 第10回 | 1984年6月13日  | 宿命の二人          | 岡本憙侑   | 13.1%  |
| 第11回 | 1984年6月20日  | 花田橋涙橋          | 吉村芳之   | 10.6%  |
| 第12回 | 1984年6月27日  | 都大路の春          | 松本享一   | 13.7%  |
| 第13回 | 1984年7月4日   | 陽なた陽かげ        | 布施実     | 10.8%  |
| 第14回 | 1984年7月11日  | めぐりぞ逢わん      | 吉村芳之   | 15.6%  |
| 第15回 | 1984年7月18日  | 槍の宝蔵院          | 松本享一   | 14.7%  |
| 第16回 | 1984年8月1日   | 芍薬の使者          | 岡本憙侑   | 13.0%  |
| 第17回 | 1984年8月8日   | 柳生無刀取り        | 永山あつし | 12.3%  |
| 第18回 | 1984年8月15日  | 愛憎の季節          | 布施実     | 11.2%  |
| 第19回 | 1984年8月22日  | わすれ貝            | 吉村芳之   | 13.3%  |
| 第20回 | 1984年8月29日  | 必殺鎖鎌            | 永山あつし | 17.7%  |
| 第21回 | 1984年9月5日   | 風雲五条大橋        | 布施実     | 14.8%  |
| 第22回 | 1984年9月12日  | 清十郎無残          | 吉村芳之   | 17.1%  |
| 第23回 | 1984年9月19日  | 雪の三十三間堂      | 石井愼     | 17.5%  |
| 第24回 | 1984年9月26日  | 生死一路            | 布施実     | 15.6%  |
| 第25回 | 1984年10月3日  | 一乗寺下り松        | 吉村芳之   | 16.8%  |
| 第26回 | 1984年10月17日 | 女滝男滝            | 石井愼     | 11.1%  |
| 第27回 | 1984年10月24日 | 漂泊流転            | 岡本憙侑   | 13.3%  |
| 第28回 | 1984年10月31日 | 夢想流杖術          | 布施実     | 17.2%  |
| 第29回 | 1984年11月7日  | 江戸新開地          | 高橋幸作   | 15.7%  |
| 第30回 | 1984年11月14日 | 逆襲法典ヶ原        | 吉村芳之   | 16.1%  |
| 第31回 | 1984年11月21日 | 武蔵江戸入り        | 布施実     | 14.6%  |
| 第32回 | 1984年11月28日 | 小次郎血風録        | 高橋幸作   | 14.2%  |
| 第33回 | 1984年12月5日  | 危険な賭け          | 岡本憙侑   | 14.5%  |
| 第34回 | 1984年12月12日 | 秩父騒動            | 布施実     | 13.0%  |
| 第35回 | 1984年12月19日 | 将軍狙撃            | 秋山茂樹   | 16.2%  |
| 第36回 | 1985年1月9日   | 夢無残              | 吉村芳之   | 14.3%  |
| 第37回 | 1985年1月16日  | 春告げ鳥            | 布施実     | 13.8%  |
| 第38回 | 1985年1月23日  | 栄達の門            | 永山あつし | 14.7%  |
| 第39回 | 1985年1月30日  | 独行道              | 石井愼     | 13.3%  |
| 第40回 | 1985年2月6日   | 甦る剣              | 岡本憙侑   | 18.0%  |
| 第41回 | 1985年2月13日  | お通受難            | 吉村芳之   | 13.5%  |
| 第42回 | 1985年2月20日  | 世の潮路            | 高橋幸作   | 15.3%  |
| 第43回 | 1985年2月27日  | 懐かしき人々        | 松本享一   | 15.3%  |
| 第44回 | 1985年3月6日   | 愛の海峡 ―決戦前夜― | 吉村芳之   | 15.3%  |
| 最終回 | 1985年3月13日  | 決闘巌流島          | 岡本憙侑   | 20.9%  |

### 総集編
- 第1回　恋の千本杉（1985年8月7日19:30-20:50）
- 第2回　愛憎の季節（1985年8月8日19:30-20:50）
- 第3回　一乗寺下り松（1985年8月9日19:30-20:50）
- 最終回　決闘巌流島（1985年8月10日19:20～20:40）

## ソフトウェア（DVD-BOX）
- 宮本武蔵 完全版 第壱集

本編第1回から第24回までを収録。
- 宮本武蔵 完全版 第弐集

本編第25回から最終第45回までを収録。
- 宮本武蔵〈総集編〉全2枚

## 関連作品
- 吹奏楽曲『Overture "FIVE RINGS"』 - 本作のオープニングテーマ等を、三枝成彰が吹奏楽曲に再構成したもの。1985年の第33回全日本吹奏楽コンクールの課題曲の委嘱を受けて作曲された。